# Kontrafagot
Kontrafagotten er en storebror til fagotten – men med et toneområde (ambitus) en oktav under fagottens. Da fagotten i forvejen er det dybeste træblæserinstrument, er kontrafagottens dybe område meget dybt (dybeste tone er mere end 3 oktaver under nøglehuls-c'et).
Lige som fagotten anvendes kontrafagotten primært i symfoniorkestre.

## Eksterne links
- Internet Kontrafagot Resource Arkiveret 25. juli 2011 hos  Wayback Machine

- Wikimedia Commons har flere filer relateret til Kontrafagot